# جبهه استرسا
جبههٔ استرسا توافقی است که در استرسا، شهری در نزدیکی دریاچه ماجیوره در ایتالیا صورت گرفت. این توافق میان پیر-اتین فلاندن، نخست‌وزیر فرانسه به همراه پیر لاوال و رمزی مک‌دونالد نخست‌وزیر بریتانیا با بنیتو موسولینی نخست‌وزیر ایتالیا در ۱۴ آوریل ۱۹۳۵ صورت گرفت. به صورت نهایی نام این توافق، اعلامیه نهایی کنفرانس استرسا نام دارد و هدف آن بازتثبیت پیمان لوکارنو و اعلام آن است که اتریش به استقلال خود ادامه می‌دهد. همچنین امضاکنندگان پذیرفتند که از هرگونه حرکت جدید از سوی آلمانی‌ها برای تغییر در پیمان ورسای پیشگیری خواهد شد.پی. بوکنن تاریخ‌نویس در کتاب معروفش به نام «چرچیل، هیتلر و جنگ نالازم» گفته‌است که: جبههٔ استرسا مهم‌ترین تلاش برای متوقف کردن هیتلر پیش از جنگ جهانی دوم بود. جبههٔ استرسا با حمله ایتالیا به اتیوپی پس از دو تا سه ماه کاملاً فروریخت.

## پیش‌زمینه
علت ایجاد جبههٔ استرسا، جنب و جوش در آلمان بود، آلمان نازی اعلام کرده بود که می‌خواهد یک نیروی هوایی ایجاد کند و آن را به ارتش آلمان بیفزاید (در ۳۶ بخش یا ۵۰۰ هزار تَن) همچنین خدمت وظیفه عمومی را در مارس ۱۹۳۵ ایجاد کرد. همهٔ این کارها زیر پا گذاشتن مستقیم پیمان ورسای بود. چون در این پیمان اجبار شده بود که شمار مردان ارتش آلمان باید همواره کمتر از ۱۰۰ هزار تن باشد و ارتش آلمان حق ندارد نیروی هوایی داشته باشد.
موسولینی بر این باور بود که با امضای جبههٔ استرسا دیگر بریتانیا و فرانسه در بحران حبشه دخالت نخواهند کرد.